# عامل خشک‌کننده روغن
عامل خشک‌کننده روغن یا خشک‌کن (به انگلیسی: oil drying agent یا siccative) یک ترکیب کمپلکس شیمیایی است که فرایند سخت شدن روغن‌های خشک شونده را سرعت می‌بخشد (کاتالیز می‌کند) که بیشتر در رنگ‌های پایه روغن به کار می‌رود. این فرایند خشک شدن (در واقع واکنشی شیمیایی که یک پلاستیک ارگانیک تولید می‌کند) از طریق ایجاد اتصال عرضی به واسطه رادیکال‌های آزاد در روغن تولید می‌شود. کاتالیست‌ها این خود اکسایش روغن‌ها با هوا را ترقی می‌دهند.
خشک کن‌های معمول از یون‌های کبالت، منگنز و آهن مشتق می‌شوند که با اسیدهای کربوکسیلیک چربی دوست مثل نفتنیک اسیدها نمک‌هایی تشکیل می‌دهند که فرمول شیمیایی شبه صابون داشته و محلول در حلال‌های آلی می‌باشند.

## انواع خشک‌کن‌ها
در متون فنی خشک کن‌ها از جمله نفتنات‌ها با عنوان نمک توصیف می‌شوند ولی این ترکیبات احتمالاً کمپلکس‌های غیر یونی نیز هستند که ساختاری شبیه روی استات دارند. این کاتالیست‌ها قبلاً کیلیت‌های کربوکسیلات سرب بودند ولی به دلیل سمیت سرب کبالت و سایر عناصر مثل زیرکونیوم، روی، کلسیم و آهن جای سرب را گرفتند. بیشتر خشک کن‌ها بی‌رنگ هستند ولی کبالت آبی بنفش پر رنگ و آهن رنگ قرمز-نارنجی دارد؛ بنابراین این خشک کن‌های رنگی فقط با رنگ‌های خاص تیره‌تر که رنگ آن‌ها را می‌پوشاند سازگار هستند.

## ضد رویه
خشک شدن زود هنگام رنگ اصطلاحاً ایجاد رویه می‌نماید که دلیل آن تشکیل پوسته روی رنگ است که می‌توان با استفاده لیگاندهای فرار از این پدیده جلوگیری نمود. این فرایند نامطلوب با افزودن عوامل ضد رویه مثل متیل‌اتیل کتون اکسیم سرکوب می‌گردد. متیل‌اتیل کتون اکسیم در داخل روغن با عوامل خشک‌کننده پیوند برقرار کرده و مانع فعالیت آن‌ها می‌شود. زمانی که فیلم رنگ یا روغن روی سطح استفاده شد متیل‌اتیل کتون اکسیم تبخیر شده و از فیلم خارج می‌شود و سپس فرایند خشک شدن فیلم با همراهی عوامل خشک‌کننده آغاز می‌گردد.